# Fédération des chrétiens populaires
La Fédération des chrétiens populaires (en italien : Federazione dei Cristiano Popolari) est un ancien parti politique italien mineur, fondé en juin 2008 par Mario Baccini qui a quitté la Rose blanche et l'Union de Centre pour se rapprocher du Peuple de la liberté, auquel le mouvement  adhère en 2009. Son leader est membre de la Constituante du PdL. En novembre 2013, après la dissolution de celui-ci, la Fédération disparait et se fonde dans le Nouveau Centre droit.